# Киче
Киче́ (исп. Quiché) — коренная народность Америки, живущая в горах Гватемалы, одна из представителей этнической группы майя. Синонимы: кече, кечелах (самоназвание: «люди лесной страны»).
Киче принадлежит авторство эпоса «Пополь-Вух» и пьесы «Рабиналь-ачи». Численность — 250 тысяч человек. Язык — киче, представлен рядом диалектов, принадлежит кичеанской группе киче-мамской ветви майяских языков. Говорят также по-испански. Верующие — католики и протестанты.

## Происхождение
Этногонические легенды возводят киче к тольтекам: они пришли в Гватемалу из Табаско в X—XI вв. и завоевали центральное нагорье со столицей Кумарках (Утатлан). К концу XIV веке в подчинении у киче оказались многие народы Гватемалы. В XV веке от них отделилась народность какчикели, образовав своё государство.

## Хозяйство и традиции
Традиционные занятия: ручное подсечно-огневое земледелие (основная культура — маис (кукуруза). Подсобные промыслы — охота, рыболовство, пчеловодство. После испанского завоевания освоили пашенное земледелие, садоводство, огородничество.
Традиционные ремесла: ювелирное, керамика, узорное ткачество, плетение, изготовление масок, музыкальных инструментов.
Жилище и пища — как у майя.
Одежда у женщин — белые рубахи с вышивкой по вороту, уипиль с орнаментом, запашные юбки до колен или до щиколоток. У мужчин — костюм креольского типа. По праздникам используется национальная одежда — чёрные штаны до колен, черная куртка (болеро), с красной вышивкой, красный пояс, сумки через плечо, сандалии, накидка (серапе), шляпа, под которой — красный платок.

## Социальная организация
Семья в основном малая, встречаются и большие патрилокальные.

## Известные представители
- Текун Уман — вождь, организатор сопротивления испанским конкистадорам в  первой четверти XVI века.
- Выходцем из народа киче является Ригоберта Менчу, гватемальский политик и правозащитница, активистка борьбы за права коренного населения страны.